# Varietat de Calabi-Yau

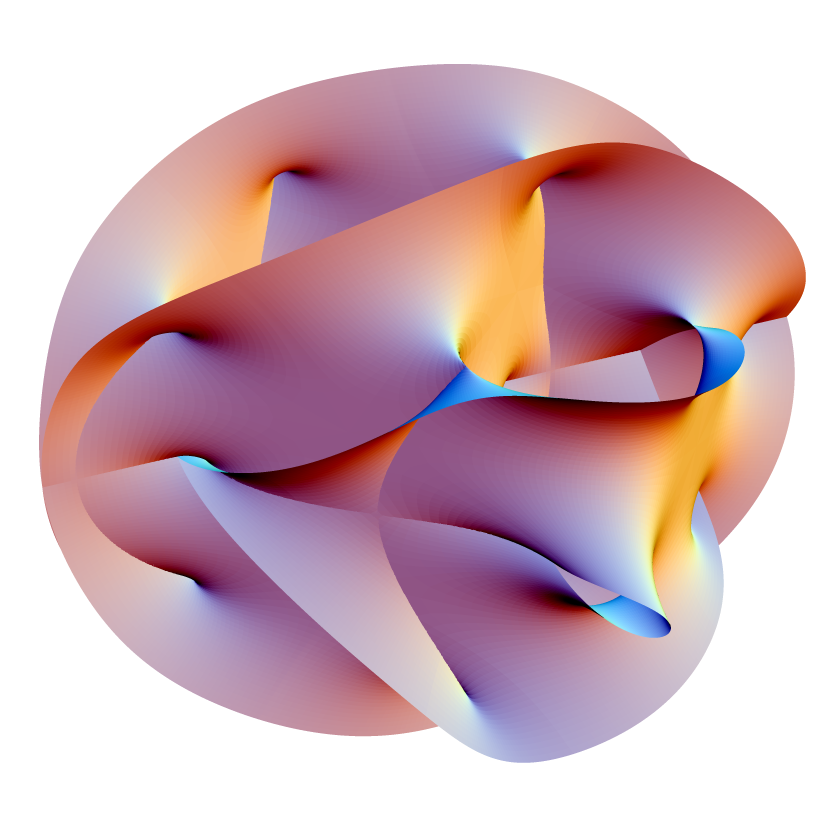
Secció bidimensional projectada en espai tridimensional d'una varietat de Calabi-Yau de dimensió 6 embeguda en CP^{4}

Una varietat de Calabi-Yau és una varietat de Kähler compacta amb una primera classe de Chern nul·la. El matemàtic Eugenio Calabi va conjecturar el 1957 que aquestes varietats admeten una mètrica amb curvatura de Ricci nul (una a cada classe de Kähler), és a dir seria una varietat "plana". Aquesta conjectura va ser provada per Shing-Tung Yau el 1977 i va esdevenir el teorema de Yau. Per tant, una varietat de Calabi-Yau es pot definir com a varietat Ricci-plana compacta de Kähler.
També és possible definir una varietat de Calabi-Yau com a varietat amb una holonomia SEU (n). Una altra condició equivalent és que la varietat admet una (n , 0) —forma holomorfa global mai nul. Topològicament, les varietats de Calabi-Yau són exemples de varietats diferenciables que admeten una parametrització difeomòrfica amb mòduls continus. D'aquesta manera, una varietat de Calabi-Yau pot veure embeguda en la categoria dels mòduls infinitament diferenciables, admetent, per tant, un grup fonamental no abelià depenent de la commutativitat de l'anell que defineix el mòdul.

## Exemples
En una dimensió complexa, els únics exemples són família de tors. Observeu que la mètrica Ricci-plana en el tor és realment una mètrica plana, de manera que la Holonomia és el grup trivial que és isomorf a SEU (1).
En dues dimensions complexes, el tor T4 i les varietats K3 proveeixen els únics exemples. T4 s'exclou de vegades de la classificació de ser un Calabi-Yau, ja que la seva holonomia (una altra vegada el grup trivial) és un subgrup propi de SEU (2), en comptes de ser isomorf a SEU (2). D'altra banda, el grup d'holonomia de K3 és el SEU (2) ple, així que pot ser anomenat correctament un Calabi-Yau en 2 dimensions.
En tres dimensions complexes, la classificació dels Calabi-Yau possibles és un problema obert. Un exemple de Calabi-Yau 3 dimensional és el quíntica a CP 4 .

## Aplicacions
Les varietats de Calabi-Yau són importants en la teoria de supercordes. En els models de supercordes més convencionals, deu dimensions conjecturals a la teoria de cordes se suposen esdevenir les quatre de les quals estem assabentats, portant una certa classe de fibrat amb dimensió sis de la fibra. La compactificació a les varietats de Calabi-Yau són importants perquè deixen part de la supersimetria original intacta. Més exactament, la compactificació en un Calabi-Yau de tres dimensions (la dimensió real és 6) deixa un quart de la supersimetria original intacta.